# Дюнман, Артур
Артур Дюнман (нем. Arthur Dünmann, годы жизни неизвестны) — австрийский шахматист.
Победитель неофициального чемпионата Австрии 1924 г.
Участник международных турниров в Вене (1926 и 1927).
В составе сборной Австрии участник матча со сборной Германии.
Сведения о биографии шахматиста крайне скудны.

## Спортивные результаты
| Год  | Город | Соревнование                                          | + | − | = | Результат | Место |
| ---- | ----- | ----------------------------------------------------- | - | - | - | --------- | ----- |
| 1924 | Вена  | Чемпионат Австрии (неофициальный)                     |   |   |   | 9 из 11   | 1     |
| 1926 | Вена  | Международный турнир                                  | 5 | 3 | 3 | 6½ из 11  | 3—5   |
|      | Вена  | Матч Австрия — Германия (3-я доска, против В. Гильзе) | 1 | 1 | 0 | 1 из 2    |       |
| 1927 | Вена  | Требич-турнир                                         | 2 | 9 | 0 | 2 из 11   | 12    |